# Mister Brasil CNB 2020
Mister Brasil CNB 2020 foi a 15ª edição do concurso de beleza masculino de Mister Brasil CNB, promovido pelos irmãos Henrique e Marina Fontes, detentores da marca "Concurso Nacional de Beleza", este ano em parceria com a empresa de eventos "MK Live" e com o apoio do Governo do Distrito Federal e a ACISS (Associação Comercial e Industrial de São Sebastião). O certame envia os mais bem colocados às disputas de Mister Mundo, Mister Supranational, Manhunt Internacional, Mister International, Mister Global, entre outras disputas reconhecidas globalmente. Essa edição teve a participação de quarenta (40) candidatos disputando o título em Brasília, capital federal, que pertencia ao carioca radicado na Paraíba, Ítalo Cerqueira, eleito no ano anterior. A disputa teve ainda a participação ilustre do Mister Supranational 2019, o americano Nate Crnkovich.

## Histórico

### Funcionamento
O concurso fez parte do Festival "Brasília 60", uma série de 4 eventos de beleza que comemoram seis décadas de existência da capital federal. Fizeram parte destes eventos diversas atrações culturais, destacando artistas locais. A co-produção local foi da "MK Live", em parceria com o Governo do Distrito Federal e a "ACISS". Os candidatos ao título chegaram ao Distrito Federal no dia 2 de dezembro e cumpriram uma agenda que incluiu fotos, vídeos, gravações e passeios pelos principais pontos turísticos da cidade. Eles ficaram hospedados no "Manhattan Plaza Hotel", onde também realizaram as refeições. 
Diversas etapas do concurso, inclusive a abertura e desfiles de moda noite e moda praia, foram pré-gravados em um estúdio de televisão, com o intuito de evitar o tumulto e aglomeração causados em cada troca de roupa de um evento ao vivo. A exibição da final, que aconteceu no mesmo local e sem a presença de público, foi iniciado com as etapas pré-gravada, entrando com imagens ao vivo no momento em que o Top 20 for anunciado. Toda a eleição, desde as atividades do confinamento até a grande final, aconteceu sob cuidados e seguindo o protocolo de segurança e prevenção do Covid-19. 

## Resultados

### Colocações
De facto, o vencedor da disputa foi o representante do Amazonas; e o segundo colocado, o candidato do Ceará. Mas aos dois foi dada a chance de representar o Brasil em concursos internacionais, e o título de vice-campeão foi designado ao gaúcho. O fato é inédito e contraditório, visto que a faixa de vice-campeão foi dada a um candidato que ficou na terceira posição.

| Posição                                                 | Representação & Candidato |
| ------------------------------------------------------- | --- |
| Vencedor 1                                              | Amazonas - William Gama |
| Vencedor 2                                              | Ceará - Hendson Baltazar |
| 2º. Lugar                                               | Rio Grande do Sul - João Henrique Lemes |
| 3º. Lugar                                               | São Paulo - Thon Oliver |
| 4º. Lugar                                               | Brasília - Luis Gustavo Couto |
| 5º. Lugar                                               | Plano Piloto - Rafael Gondim |
| Top 11 Semifinalistas (Em ordem final de classificação) | Paraíba - Bruno Silva Costa do Dendê - Bruno Pity Goiás - Diogo Hens Ilhabela - Luiz Felipe Altenfelder Pernambuco - Renato Alves |
| Top 21 Semifinalistas (Em ordem final de classificação) | Pampa Gaúcho - Matteus Amaral Serra Gaúcha - Acimar Freitas Vale do Taquari - Gilnei Leandro Santa Catarina - Luan Olescowc Alagoas - Willyam Menezes Fernando de Noronha - Guilherme Freitas Rio Grande do Norte - Deivid Festewig Pará - Christian Vilhena Planalto Central - Pedro Preischardt Mato Grosso - Hiago Teles |

### Ordem dos anúncios
| 1. Pampa Gaúcho 2. Rio Grande do Sul 3. Vale do Taquari 4. Santa Catarina 5. Serra Gaúcha 6. Ilhabela 7. São Paulo 8. Fernando de Noronha 9. Paraíba 10. Pernambuco 11. Ceará 12. Costa do Dendê 13. Rio Grande do Norte 14. Alagoas 15. Amazonas 16. Pará 17. Plano Piloto 18. Planalto Central 19. Brasília 20. Goiás 21. Mato Grosso | 1. Plano Piloto 2. Ilhabela 3. Ceará 4. Brasília 5. Rio Grande do Sul 6. São Paulo 7. Amazonas 8. Pernambuco 9. Costa do Dendê 10. Goiás 11. Paraíba |  |  |

## Quadro de prêmios

### Prêmios especiais
Foram distribuídos os seguintes prêmios este ano:
| Prêmio               | Representação & Candidato                      |
| -------------------- | ---------------------------------------------- |
| Mister Amizade       | - Costa do Dendê - Bruno Pity                  |
| Mister Elegância     | - Costa do Dendê - Bruno Pity                  |
| Mister Fotogenia     | - Vale do Taquari - Gilnei Leandro             |
| Mister Top Model     | - Pampa Gaúcho - Matteus Amaral                |
| Mister Personalidade | - Plano Piloto - Rafael Gondim                 |
| Modelo Revelação 40° | - Bahia - Matheus Câncio                       |
| Mister Cordialidade  | - Pantanal Sul-Matogrossesnse - Lucas Carvalho |
| Mister Multimídia    | - Plano Piloto - Rafael Gondim                 |
| Melhor Sorriso       | - Mato Grosso - Hiago Teles                    |
| Melhor Corpo         | - Ceará - Hendson Baltazar                     |
| Melhor Pele          | - Santa Catarina - Luan Olescowc               |

### Mister "Beleza Pelo Bem" CNB
Os candidatos com os melhores projetos sociais:
| Colocação  | Representação & Candidato |
| ---------- | --- |
| 1          | - Plano Piloto - Rafael Gondim                                                                                                 |
| Finalistas | - Jalapão - Mariano Júnior - Pernambuco - Renato Alves - Rio Grande do Sul - João Henrique Lemes - Tocantins - Willian Ribeiro |

### Mister Talento CNB
O melhor pontuado nesta categoria garantiu uma vaga no Top 21:
| Colocação | Representação & Candidato                 |
| --------- | ----------------------------------------- |
| 1         | - Fernando de Noronha - Guilherme Freitas |
| 2         | - Rio Grande do Sul - João Henrique Lemes |
| 3         | - Ceará - Hendson Baltazar                |

### Mister Popularidade CNB
O candidato mais votado pelo site "Vote Mais" garantiu vaga no Top 21:
| Colocação | Representação & Candidato              |
| 1         | - Planalto Central - Pedro Preischardt |

### Melhores por Região
Os candidatos mais bem classificados por região geográfica:
| Colocação       | Representação & Candidato                 | Mister Centro-Oeste | - Brasília - Gustavo Couto |
| Mister Nordeste | - Paraíba - Bruno Silva                   |                     |                            |
| Mister Norte    | - Pará - Christian Vilhena                |                     |                            |
| Mister Sudeste  | - São Paulo - Thon Oliver                 |                     |                            |
| Mister Sul      | - Rio Grande do Sul - João Henrique Lemes |                     |                            |

## Jurados

### Final
Ajudaram a eleger o campeão:
1. Marina Reidel, professora;
2. Maurício Reinehr, designer digital;
3. João Ricardo Camilo Dias, do "MBONB";
4. Luan Antonelli, Vice-Mister Brasil CNB 2019;
5. Matheus Giora, Manhunt International Brazil 2019;
6. Edimilson Picanço, coordenador do grupo "Morhan";
7. Nate Crnkovich, Mister Supranational 2019;
8. Ítalo Cerqueira, Mister Brasil CNB 2019;
9. Lucas Montandon, Mister Brasil 2014;
10. Marina Fontes, diretor do CNB;
11. Cátia Damasceno, sexóloga;
12. William Freitas, do CNB;

## Candidatos
Disputaram o título este ano: 
| Representação              | Candidato           | Idade | Origem                   | Ocupação                     | Ref.   |
| -------------------------- | ------------------- | ----- | ------------------------ | ---------------------------- | ------ |
| Acre                       | Átila Silva         | 24    | Porto Acre, AC           | Mecânico                     | [ 10 ] |
| Alagoas                    | Willyam Menezes     | 30    | Maceió, AL               | Médico                       | [ 11 ] |
| Amazonas                   | William Gama        | 22    | Manaus, AM               | Bancário                     | [ 12 ] |
| Atol das Rocas             | Gabriel Cavalcanti  | 24    | Natal, RN                | Estudante de Pedagogia       | [ 13 ] |
| Bahia                      | Matheus Cancio      | 21    | Teixeira de Freitas, BA  | Estudante de Radiologia      | [ 14 ] |
| Brasília                   | Gustavo Couto       | 26    | Limeira, SP              | Formado em Administração     | [ 15 ] |
| Ceará                      | Hendson Baltazar    | 29    | Maracanaú, CE            | Técnico em Radiologia        | [ 16 ] |
| Chapada Imperial           | Kadu Dantas         | 35    | Novo Gama, GO            | Promotor de Eventos          | [ 17 ] |
| Costa do Dendê             | Bruno Pity          | 20    | Cairu, BA                | Modelo                       | [ 18 ] |
| Espírito Santo             | Igor Lacer          | 25    | Bom Jesus do Norte, ES   | Formado em Direito           | [ 19 ] |
| Fernando de Noronha        | Guilherme Freitas   | 24    | Vila dos Remédios, FN    | Assistente Administrativo    | [ 20 ] |
| Goiás                      | Diogo Hens          | 27    | Goiânia, GO              | Estudante de Educação Física | [ 21 ] |
| Ilhabela                   | Felipe Altenfelder  | 25    | São Paulo, SP            | Modelo                       | [ 22 ] |
| Ilhas de Vitória           | Lucas Leite         | 23    | Conceição da Barra, ES   | Promotor de Vendas           | [ 23 ] |
| Jalapão                    | Mariano Júnior      | 35    | Palmas, TO               | Empresário                   | [ 24 ] |
| Mato Grosso                | Hiago Teles         | 19    | Barra do Garças, MT      | Estudante de Direito         | [ 25 ] |
| Mato Grosso do Sul         | Cristopher Frias    | 29    | Três Lagoas, MS          | Analista de Sistemas         | [ 26 ] |
| Minas Gerais               | Pedro Guto          | 25    | Belo Horizonte, MG       | Fisioterapeuta               | [ 27 ] |
| Pampa Gaúcho               | Matteus Amaral      | 24    | Alegrete, RS             | Estudante de Engenharia      | [ 28 ] |
| Pantanal Matogrossense     | Renã Júnior         | 25    | Machadinho d'Oeste, RO   | Estudante de Arquitetura     | [ 29 ] |
| Pantanal Sul-Matogrossense | Lucas Carvalho      | 23    | Iguatemi, MS             | Formado em Direito           | [ 30 ] |
| Pará                       | Christian Vilhena   | 22    | Ananindeua, PA           | Estudante de Engenharia      | [ 31 ] |
| Paraíba                    | Bruno Silva         | 30    | Brasília, DF             | Educador Físico              | [ 32 ] |
| Paraná                     | Maycon Schiticoski  | 31    | Cascavel, PR             | Massoterapeuta e Quiroprata  | [ 33 ] |
| Pernambuco                 | Renato Alves        | 26    | Caruaru, PE              | Estudante de Fisioterapia    | [ 34 ] |
| Planalto Central           | Pedro Preischardt   | 30    | Rio de Janeiro, RJ       | Arquiteto de Software        | [ 17 ] |
| Planalto Médio Gaúcho      | Douglas Pedroso     | 29    | Soledade, RS             | Empreendedor                 | [ 35 ] |
| Plano Piloto               | Rafael Gondim       | 34    | Resende, RJ              | Professor Universitário      | [ 36 ] |
| Rio de Janeiro             | Caio Moraes         | 19    | São João de Meriti, RJ   | Modelo                       | [ 37 ] |
| Rio Grande do Norte        | Deivid Festewig     | 26    | Indaial, SC              | Estudante de Educação Física | [ 38 ] |
| Rio Grande do Sul          | João Henrique Lemes | 22    | Santiago, RS             | Estudante de Medicina        | [ 39 ] |
| Santa Catarina             | Luan Olescowc       | 21    | Rio Negro, PR            | Estudante de Engenharia      | [ 40 ] |
| São Paulo                  | Thon Oliver         | 25    | Campinas, SP             | Formado em Administração     | [ 41 ] |
| São Paulo Capital          | Elías Neto          | 32    | São Paulo, SP            | Empresário                   | [ 42 ] |
| Sergipe                    | Victor Maquiavel    | 22    | Itabaiana, SE            | Estudante de Engenharia      | [ 43 ] |
| Serra Gaúcha               | Acimar Freitas      | 27    | Farroupilha, RS          | Técnico em Logística         | [ 44 ] |
| Tocantins                  | Willian Ribeiro     | 23    | Jussara, GO              | Cirurgião-dentista           | [ 45 ] |
| Triângulo Mineiro          | Atthos Marques      | 20    | Uberlândia, MG           | Estudante de Tecnologia      | [ 18 ] |
| Vale do Juruá              | Ordecir Martins     | 25    | Marechal Thaumaturgo, AC | Educador Físico              | [ 46 ] |
| Vale do Taquari            | Gilnei Leandro      | 31    | Lajeado, RS              | Bancário                     | [ 47 ] |

### Observação
- Origem: Refere-se a cidade em que nasceram.

## Outras informações

### Desistência
- Ilhas do Araguaia - Wellder Ribeiro

### Substituições
- Ilhas de Vitória - Márcio Camargos ► Lucas Leite

- Mato Grosso - Luís Ribeiro Júnior ► Hiago Teles

- Paraná - Edu Junius ► Maycon Schiticoski

### Trívia
- Foi a primeira vez que a competição se realizou em Brasília.
  - E a segunda vez na região centro-oeste, a primeira foi em 1997 no Mato Grosso.

- Pela primeira vez o número de candidatos se igualou a edição passada, em 2019 também foram 40 aspirantes ao título.

- Não estiveram representados os seguintes estados: Amapá, Maranhão, Piauí, Rondônia e Roraima.

- Os gaúchos dominaram o concurso deste ano, 5 são nascidos lá, cerca de 13% do total.
  - Porém, a região que dominou o certame foi a Sudeste, com 11 candidatos: 28% do total.

- Os candidatos mais jovens na disputa foram os representantes de Mato Grosso (Hiago Teles) e Rio de Janeiro (Caio Moraes), ambos com 19.
  - Por sua vez, os mais velhos foram: Jalapão (Mariano Júnior) e Chapada Imperial (Kadu Dantas), ambos com 35 anos.

- Dentre os 22 candidatos estaduais, 5 não nasceram nos Estados: Brasília, Paraíba, Rio Grande do Norte, Santa Catarina e Tocantins.

- Hiago Teles (Mato Grosso) assumiu o título estadual faltando apenas 3 semanas para a final do nacional, após a desistência do vencedor.
  - O mesmo ocorreu com o candidato do Paraná (Maycon Schiticoski), que ficou originalmente na segunda colocação da sua disputa estadual.

- Elias Neto, representante de São Paulo Capital é casado e possui uma filha.

- O Mister de Goiás , Diogo Hens, disputou o "Mister Brasil CNB 2018" e parou no Top 25.

- Hendson Baltazar, do Ceará foi o primeiro candidato com deficiência física a disputar o título.

- O nome "William" apareceu com mais frequência entre os candidatos, 3 possuíam esse nome: Alagoas, Amazonas e Tocantins.

- Apenas 3 candidatos são Afro-brasileiros, o menor número desde a competição de 2018.

- A área da saúde é a que mais aparece entre as ocupações dos candidatos, cerca de 8 deles atuam ou estudam nessa área.

- Acimar Freitas (Serra Gaúcha) disputará o Mister Brasil CNB 2021 representando o estado do Rio Grande do Sul

## Designações
Candidatos designados para representar o Brasil em concursos internacionais à convite da organização:

### 2020
| Candidato (Posição no nacional)         | Concurso internacional (local da final)        | Posição na disputa internacional |
| --------------------------------------- | ---------------------------------------------- | -------------------------------- |
| Matheus Giora (3º. Lugar em 2019)       | Manhunt International 2020 (Manila, Filipinas) | 3º Colocado                      |
| Cuca Souza (Não Classificado em 2019) 1 | Manhunt International 2020 (Manila, Filipinas) |                                  |

1 Representando a ilha de Fernando de Noronha.

### 2021
| Candidato (Posição no nacional) | Concurso internacional (local da final)                            | Posição na disputa internacional  |
| ------------------------------- | ------------------------------------------------------------------ | --------------------------------- |
| João Henrique Lemes (2º. Lugar) | Mister Supranational 2021 (Nowy Sącz, Polônia)                     |                                   |
| Luís Gustavo Couto (4º. Lugar)  | Mister Model International 2021 (Punta Cana, República Dominicana) | 2º Colocado Mister Model Américas |
| Diogo Hens (8º. Lugar) 1        | Mister Model International 2021 (Punta Cana, República Dominicana) |                                   |

1 Representando a ilha de Fernando de Noronha.